# 轉轉
《轉轉》（転々）是日本小說家藤田宜永的作品，由導演三木聰改編成同名電影，2007年上映，由三浦友和、小田切讓主演。

## 故事梗概
就讀八年級的大學生竹村文哉因為某些原因欠下了龐大的債務，無力償還，討債人福原愛一郎提議，只要文哉陪他一起在東京散步，不僅不用還債，還能得到一百萬元的酬勞。半信半疑的文哉於是和福原開始了從井之頭公園到霞之關的東京散步之旅。

## 書誌情報
- 藤田宜永『転々』、1999年4月、双葉社発行 ISBN 4-575-23366-8
- 藤田宜永『転々』、2002年6月、双葉社発行（双葉文庫） ISBN 4-575-50828-4
- 藤田宜永『転々』、2005年9月、新潮社発行（新潮文庫） ISBN 4-10-119718-0

## 電影
由《時效警察》編劇三木聰導演，三浦友和、小田切讓主演，2007年11月10日上映。

### 演員
- 竹村文哉：小田切讓
- 福原愛一郎：三浦友和
- 麻紀子：小泉今日子
- ふふみ：吉高由里子
- 國松：岩松了
- 仙台：布施絵理（日语：ふせえり）
- 友部：松重豐
- 愛玉店的阿姨：鷲尾真知子
- 愛玉店的兒子：石原良純（日语：石原良純）
- 岸部一徳：岸部一德
- 鏑木：廣田玲央名
- 吉他男：Bravo小松（日语：ブラボー小松）
- 尚美：平岩紙
- 石膏假面：横山孝信（日语：横山あきお）
- 多賀子：石井苗子（日语：石井苗子）
- 婆婆：風見章子（日语：風見章子）
- 疊蓆舖的父親：笹野高史（日语：笹野高史）
- 福原的妻子：宮田早苗（日语：宮田早苗）
- 三日月しずか：麻生久美子（友情客串）